# كيفن والتر
كيفن والتر (بالإنجليزية: Kevin Walter)‏ هو لاعب كرة قدم أمريكية أمريكي، ولد في 4 أغسطس 1981 في إلينوي في الولايات المتحدة.

## وصلات خارجية
- كيفن والتر على موقع مرجع كرة القدم المحترفة.كوم (الإنجليزية)